# Агнесса фон Вайблинген
Агнесса фон Вайблинген (нем. Agnes von Waiblingen), также Агнесса Салическая (1072 — 24 сентября 1143) — вторая дочь Генриха IV, императора Священной Римской империи, и Берты Савойской. В первом браке — герцогиня Швабии, во втором — маркграфиня Австрии. Своё имя Агнесса получила в честь бабушки Агнессы де Пуатье.

## Биография
Агнесса фон Вайблинген происходит из Салической династии. В семилетнем возрасте 24 марта 1079 года её обручили с 30-летним герцогом Швабии Фридрихом I, союзником императора против восставших князей. В 1086 или 1087 году был заключен сам брак. Таким образом Агнесса стала прародительницей рода Гогенштауфенов. Позже данное родство стало обоснованием для претензий Гогенштауфенов, в частности Фридриха Барбароссы и Генриха VI, на корону императора Священной Римской империи.
После смерти Фридриха в 1105 году её брат Генрих V поспешно выдал Агнессу замуж за маркграфа Австрии Леопольда III, надеясь таким образом получить могущественного сторонника в борьбе со своим отцом за императорский трон. Благодаря второму браку Агнессы появилась тесная связь между Бабенбергами и Гогенштауфенами.
Высокое происхождение Агнессы и плодовитость пары стали позже интерпретироваться хронистами как знаки особого божьего благоволения святому Леопольду. Его святость основывалась на многочисленных основанных им монастырях и богатых дарах уже существующим.
Агнесса была похоронена рядом со своим вторым мужем, позже причисленным к лику святых, в основанным ими монастыре Клостернойбург. Их тела лежат в небольшой капелле Леопольда. Реликвии самого Леопольда с 1936 года находятся в позолоченном серебряном ларце в стене позади алтаря.

## Браки и дети
Дети от первого брака с Фридрихом I фон Штауфен, герцогом Швабии:
- Хейлика (ум. после 1110) с 1101/1102 замужем за Фридрихом III фон Петтендорф (ум. 3 апреля 1119), графом фон Ленгенфельд
- Бертрада (Берта), замужем за Адальбертом фон Эльхинген, графом фон Эльхинген и фон Ирренберг
- Фридрих II Одноглазый (1090 — 4 или 6 апреля 1147), герцог Швабии с 1105
- Хильдегарда
- Конрад III (1093 — 15 февраля 1152), герцог Франконии 1116/1120, антикороль Германии 1127—1135, король Германии с 1138
- Гизела (Гизельхильдис)
- Генрих (ум. до 1102)
- Беатрис (ум. после 1147), монахиня в Мишельштейне в 1146
- Кунигунда (Куницца) замужем за Генрихом, герцогом
- София замужем за Адальбертом, графом
- Гертруда (ум. после 1182) замужем за Германом III фон Шталек (ум. 2 октября 1156), графом фон Шталек, пфальцграфом Рейнским с 1142, с 1157 монахиня под именем Фидес
- Рихильда (ок. 1100 — ?) замужем за Гуго (ок. 1090 — ок. 1160), графом де Руси

От второго брака с Леопольдом III Святым, маркграфом Австрии:
- Леопольд IV (ок. 1108—1141), маркграф Австрии (с 1136) и герцог Баварии (c 1139)
- Оттон (ум. 1158), епископ Фрейзинга (с 1138)
- Генрих II Язомирготт (1112—1177), маркграф Австрии с 1141, и герцог Австрии с 1156, герцог Баварии (1141—1156), пфальцграф Рейнский (1140—1141)
- Эрнст (ум. 1137)
- Конрад II (1116—1168), епископ Пассау (1148—1164), архиепископ Зальцбурга (с 1164)
- Ута, замужем за графом Луитпольдом Плайном
- Агнесса (ум. 1157), замужем (1125) за Владиславом II Изгнанником, великим князем Краковским
- Юдита (ум. после 1168), замужем (1133) за Вильгельмом V, маркизом Монферратским
- Гертруда (1120—1150), замужем (1140) за Владиславом II, князем (позже королём) Чехии
- Елизавета (1124—1143), замужем (1142) за Германом II, графом Винценбурга
- Берта (ум. 1150), замужем за Генрихом III, бургграфом Регенсбурга

## Память
В 1894 году в венском районе Дёблинг в честь Агнессы был назван переулок Agnesgasse.
В 2009 году площадь Welfenplatz получила новое название Hohenstaufenplatz в честь рода Гогенштауфен. На площади также была открыта стела в память об этом роде с перечислением имен. Имя Агнессы стоит на первом месте.

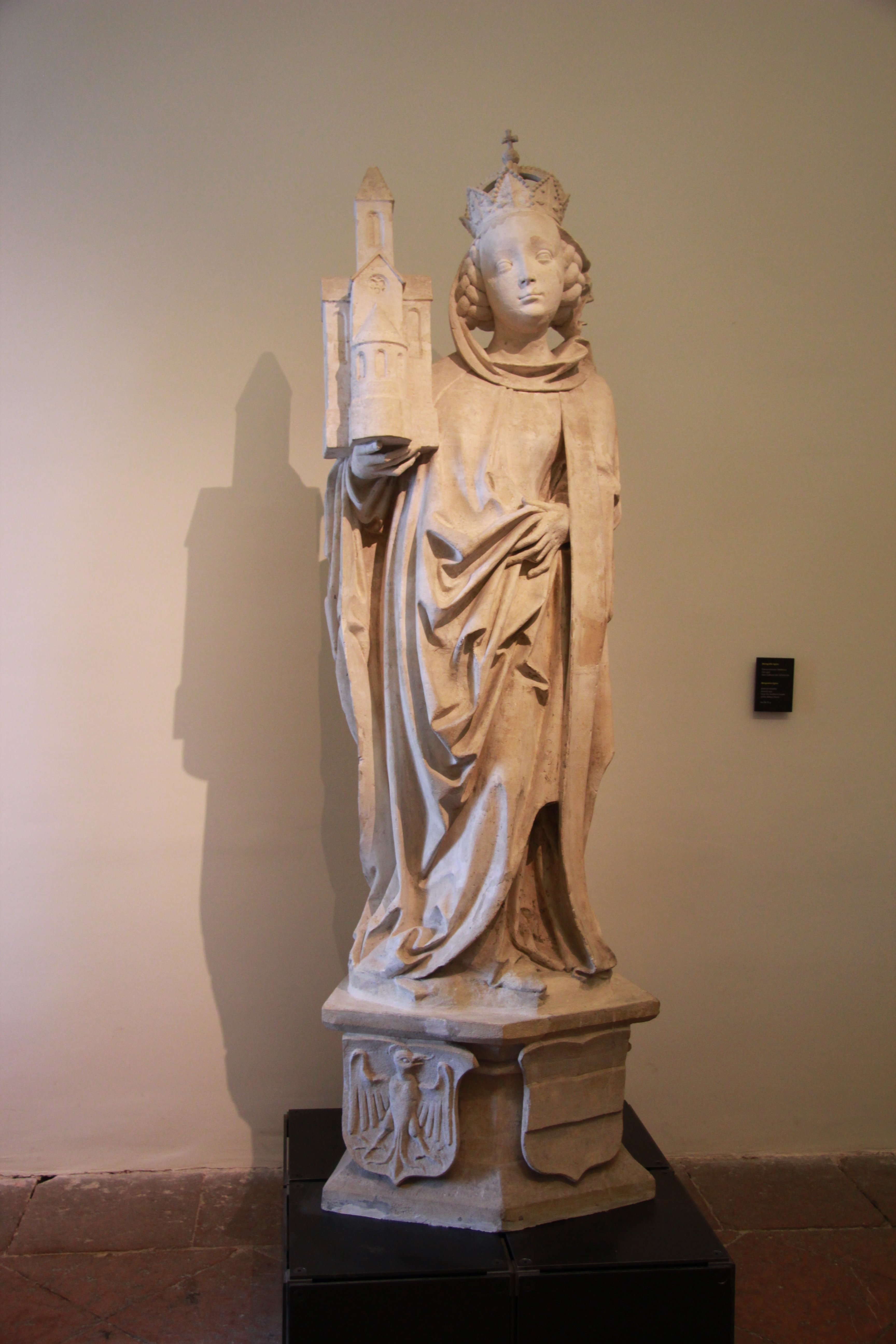
Статуя Агнессы в монастыре Клостернойбург
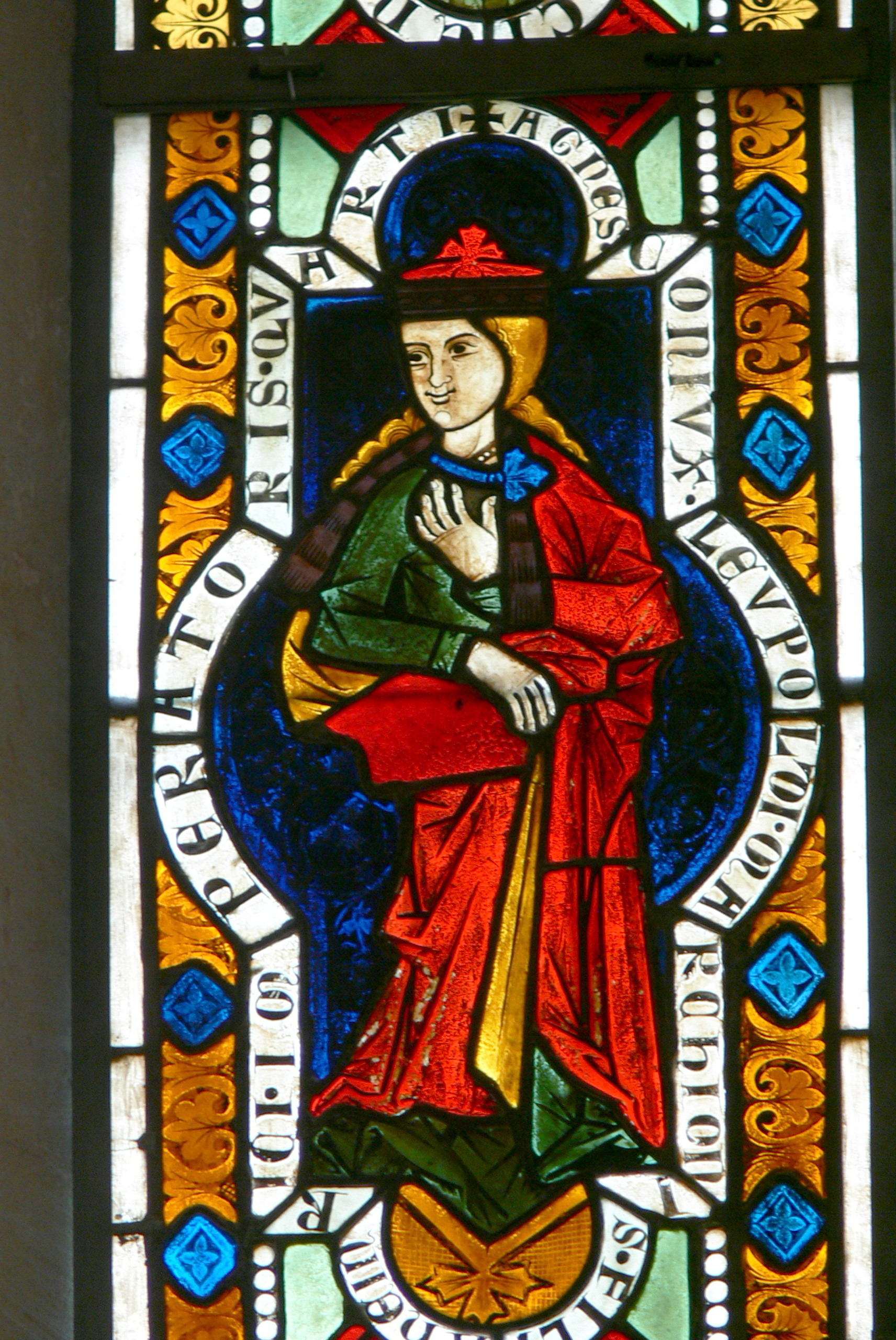
Витраж с Агнессой в аббатстве Хайлигенкройц
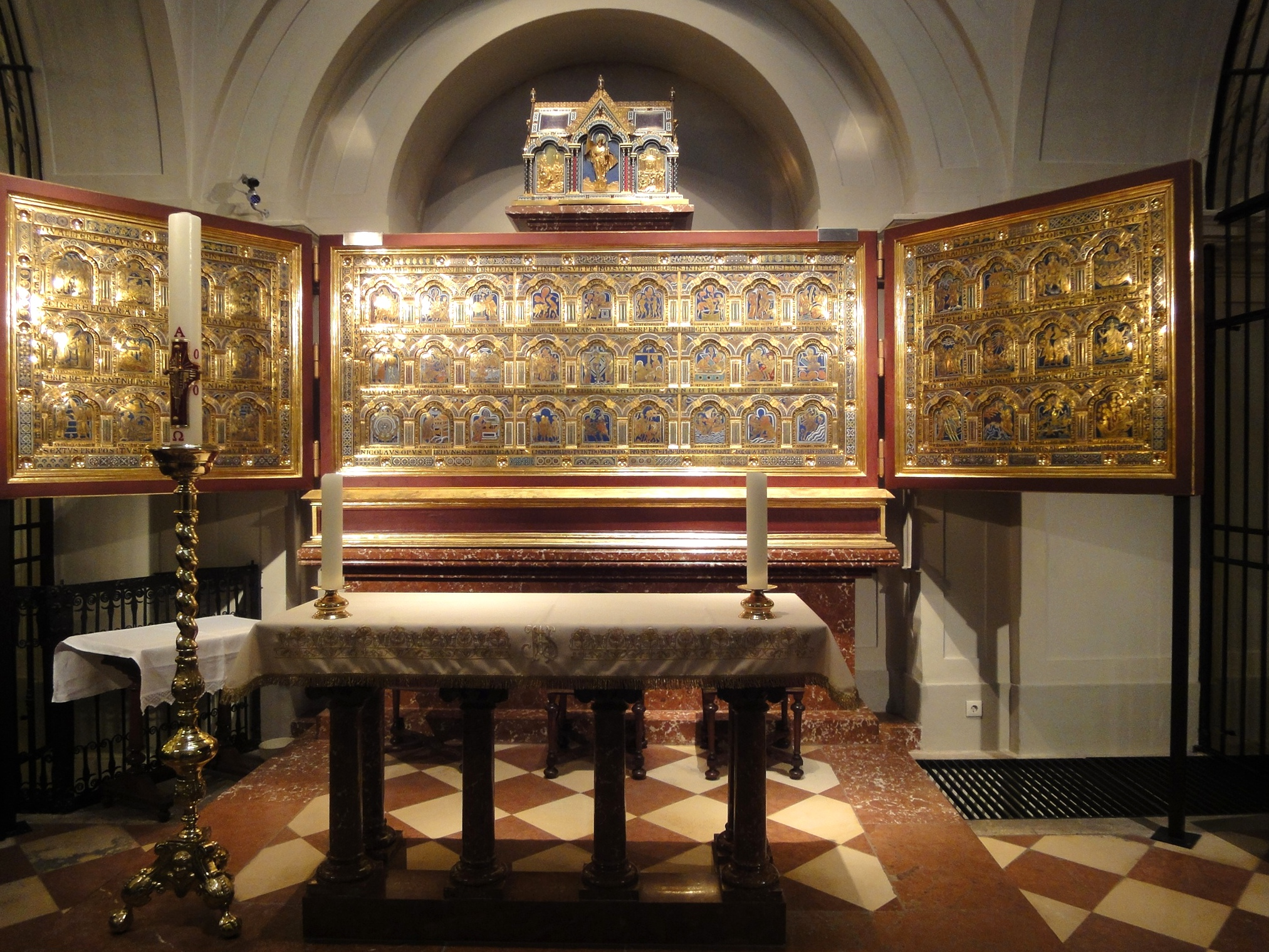
Саркофаг Агнессы находится в капелле Леопольда
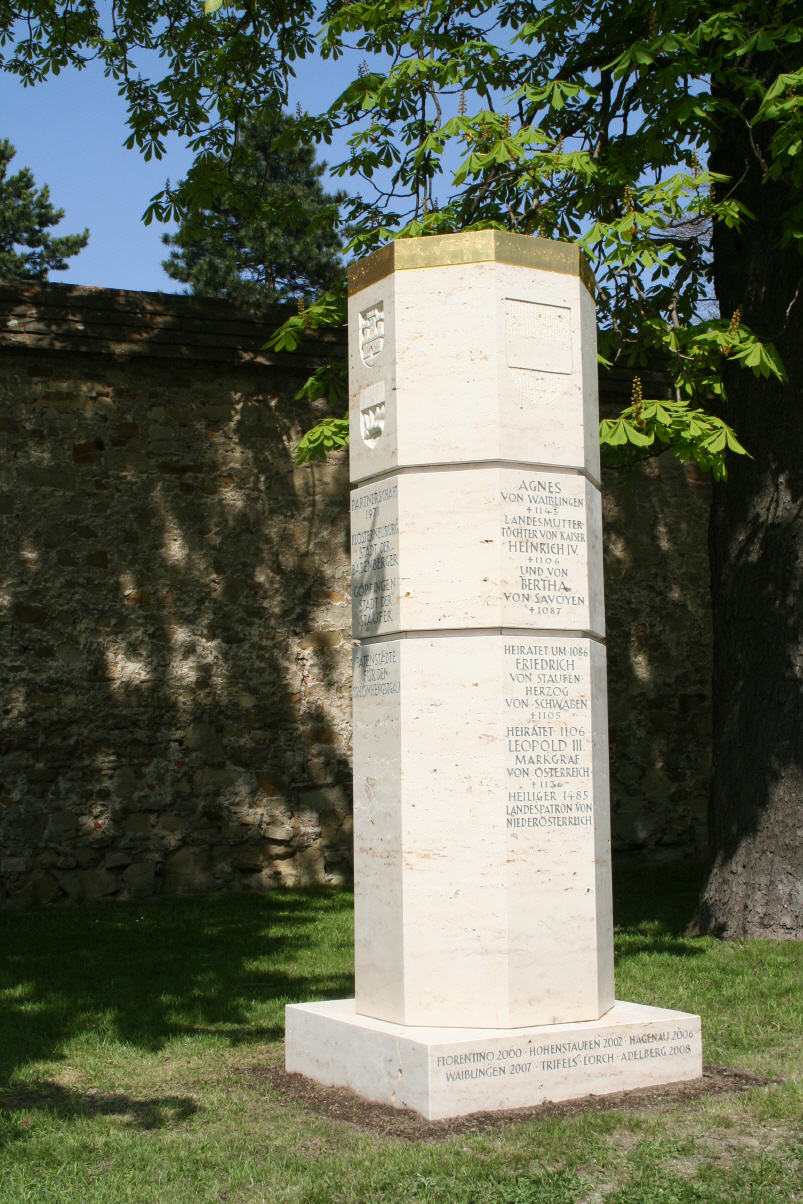
Стела в честь рода Гогенштауфен
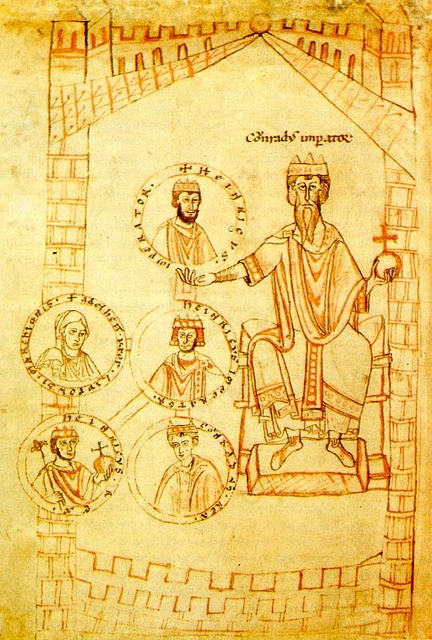
Салическая династия: Конрад II восседает на троне, держа в левой руке державу, а в правой - изображения Генриха III, Генриха IV, Конрада, Генриха V и Агнессы